# Frank Stanley Barnes

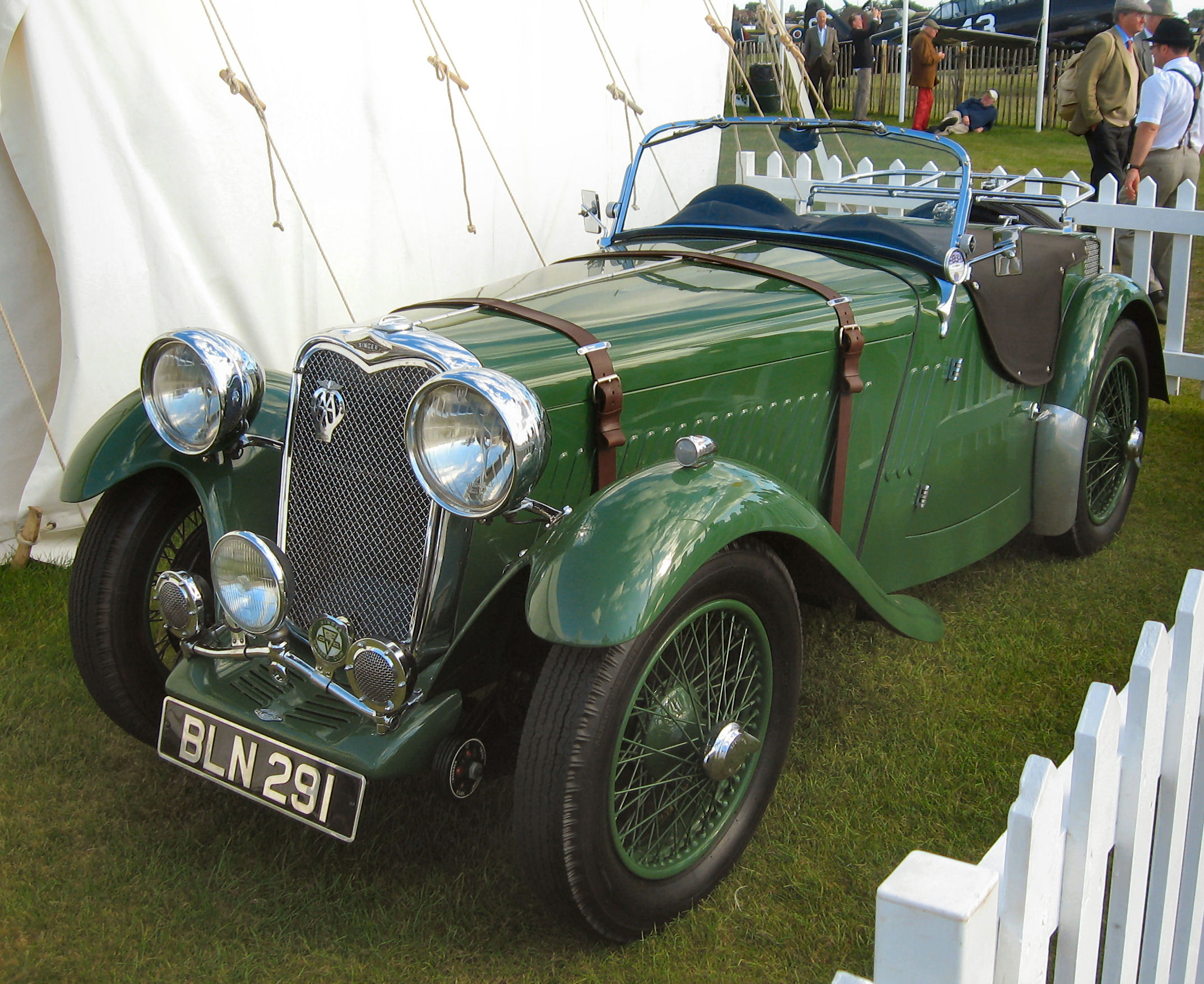
Der von Frank Stanley Barnes beim 24-Stunden-Rennen von Le Mans 1934 gefahrene Singer 1½ litre Le Mans

Frederick „Frank“ Stanley Barnes (* 16. November 1900 in Stourbridge; † 2. Juni 1978 in Hastings) war ein britischer Autorennfahrer und der ältere Bruder von James Donald Barnes.

## Karriere als Rennfahrer
Frank Stanley Barnes war in den 1930er-Jahren im Sportwagensport erfolgreich. Er war Werksfahrer bei Singer und startete viermal beim 24-Stunden-Rennen von Le Mans. Sein Landsmann Archie Langley war Dreimal sein Teampartner. Das beste Ergebnis des Duos war der achte Gesamtrang 1934, den sie auf einem Singer 1½ litre Le Mans herausfuhren.
Seine beste Platzierung bei einem Sportwagenrennen abseits von Le Mans war der zehnte Rang beim 2 x 12-Stunden-Rennen von Brooklands 1930.

## Statistik

### Le-Mans-Ergebnisse
| Jahr | Team                 | Fahrzeug                 | Teamkollege    | Platzierung | Ausfallgrund |
| ---- | -------------------- | ------------------------ | -------------- | ----------- | ------------ |
| 1933 | Singer Motors        | Singer 9 Sports          | Archie Langley | Rang 11     |              |
| 1934 | Frank Stanley Barnes | Singer 1½ litre Le Mans  | Archie Langley | Rang 8      |              |
| 1935 | Frank Stanley Barnes | Singer 9 Le Mans Replica | Archie Langley | Rang 16     |              |
| 1937 | Team Autosports      | Singer 9 Le Mans Replica | Norman Black   | Ausfall     | Zündung      |